# Де Рой, Франс
Францискюс Йоаннес Алоэйсиюс (Франс) де Рой (нидерл. Franciscus Joannes Aloijsius "Frans" de Rooij; родился 11 апреля 1935 года, Тилбург) — нидерландский футболист, игравший на позиции вратаря, выступал за тилбургский клуб НОАД.

## Карьера
В 1955 году Франс де Рой в возрасте двадцати лет перешёл в футбольный клуб НОАД из Тилбурга, до этого голкипер выступал за клуб РКХ. В переходном сезоне 1955/56 его команда заняла 9-е место в группе А чемпионата и по итогам стыковых матчей получила право выступать в новом турнире — Эредивизи, едином чемпионате страны.
Первую игру в новом чемпионате Франс провёл 3 февраля 1957 года против роттердамской «Спарты», появившись на замену в конце встречи вместо Ко Хёйсмана — на выезде на стадионе «Хет Кастел» его команда уступила со счётом 2:1. Свой второй матч в сезоне сыграл 22 апреля против ПСВ, также выйдя на замену. НОАД в первом в истории сезоне Эредивизи занял 12-е место.
В сезоне 1957/58 де Рой появился на поле только в одном матче чемпионата — 5 января 1958 года против «Спарты». На выезде в Роттердаме подопечные Кеса ван Дейке уступили с разгромным счётом 8:1. По окончании сезона покинул команду.

## Личная жизнь
Франс родился в апреле 1935 года в городе Тилбург. Отец — Хенрикюс Якобюс де Рой, мать — Адриана Мария Хюберта Брауэр, оба родителя были родом из Тилбурга. Помимо Франса, в их семье была ещё дочь — Анна Корнелия Мария Антония, родившаяся в июле 1937 года.